# دره جوز
دره جوز، روستایی از توابع بخش مرکزی شهرستان رفسنجان در استان کرمان ایران است.
این روستا در ۳۵ کیلومتر شمال شرقی رفسنجان قرار دارد.
مادر کوه یا به گفته ی محلی ها کوه سرخ که در این روستا قرار دارد یکی از مقاصد کوه نوردی شمرده میشود که بیش از ۳۰۰۰ متر ارتفاع دارد.

## وجه تسمیه
در مورد وجه تسمیه این روستا این‌گونه گفته شده  که بیشتر زمین های زراعی این روستا زیر کشت گردو می باشند و از طرفی گردو به زبان عربی جوز معنا می‌شود و همچنین این روستا در دره ای که از سه طرف توسط کوه احاطه شده قرار دارد. بنابراین این روستا را دره جوز نام نهادند.

## جاذبه های طبیعی
مهم ترین جاذبه طبیعی این روستا مادر کوه یا به گفته محلی ها کوه سرخ است که بیش از 3000 متر ارتفاع دارد. (مقدار این ارتفاع در منابع مختلف ، متفاوت است.) دلیل نام گذاری این کوه رنگ سرخ آن بوده. این کوه در مجاورت چشمه آبسرودک این روستا قرار دارد.
در این روستا پنج غار وجود دارد که از جمله این غارها می‌توان به غار گیر کن ، غارتیغ کت پلنگ ، غار چاه آدوری و ... اشاره کرد.
در کوه های اطراف این روستا دو مکان با نام های اجاق دیو و سفه ی دیو وجود دارد که به باور مردم محلی محل زندگی دیوان بوده است.
این روستا دره ایی به نام درهٔ تنگل دارد. در این دره معدنی به نام کشا معدن وجود داشته‌ است. این معدن ، معدن طلا بوده است. در زمان محمدرضا پهلوی این معدن مورد بهره برداری قرار گرفته بود‌‌. در سال های اخیر نیز بهره برداری مجدد از این معدن شروع شد که با مخالفت مردم محلی و طبیعت دوستان مواجه شد.

## صنایع دستی
از صنایع دستی روستای دره جوز میتوان به سفتو بافی و قالی بافی اشاره کرد.

## جمعیت
این روستا در دهستان دره دران قرار دارد و براساس سرشماری مرکز آمار ایران در سال ۱۳۹۵، جمعیت آن ۴۷۶ نفر (۱۳۳خانوار) بوده‌است.